# AARP大人のための映画賞 大人になりきれない人のための作品賞
AARP大人のための映画賞 大人になりきれない人のための作品賞（エーエーアールピーおとなのためのえいがしょう おとなになりきれないひとのためのさくひんしょう、AARP Movies for Grownups Award for Best Movie for Grownups Who Refuse to Grow Up）は、AARP大人のための映画賞の賞の一つ。50歳以下の年齢層向けでありながら、50歳以上の年齢層でも楽しめる映画を受賞対象としている。2017年開催の第16回AARP大人のための映画賞を最後に廃止された。

## 受賞結果

### 2000年代
| 年   | 作品                                                | 監督                                             | 出典        |
| ---- | --------------------------------------------------- | ------------------------------------------------ | ----------- |
| 2001 | シュレック                                          | アンドリュー・アダムソン、ヴィッキー・ジェンソン | [ 3 ]       |
| 2002 | 千と千尋の神隠し                                    | 宮崎駿                                           | [ 4 ]       |
| 2002 | ハリー・ポッターと秘密の部屋                        | クリス・コロンバス                               | [ 4 ]       |
| 2002 | アイス・エイジ                                      | クリス・ウェッジ                                 | [ 4 ]       |
| 2002 | へっぽこヒーロー大冒険!! 〜ジョナくじらに飲まれる〜 | フィル・ヴィッシャー、マイク・ノーロッキ         | [ 4 ]       |
| 2003 | スクール・オブ・ロック                              | リチャード・リンクレイター                       | [ 5 ]       |
| 2003 | ファインディング・ニモ                              | アンドリュー・スタントン                         | [ 5 ]       |
| 2003 | キル・ビル Vol.1                                    | クエンティン・タランティーノ                     | [ 5 ]       |
| 2004 | Mr.インクレディブル                                 | ブラッド・バード                                 | [ 6 ]       |
| 2004 | 俺たちニュースキャスター                            | アダム・マッケイ                                 | [ 6 ]       |
| 2004 | ドッジボール                                        | ローソン・マーシャル・サーバー                   | [ 6 ]       |
| 2004 | ミーン・ガールズ                                    | マーク・ウォーターズ                             | [ 6 ]       |
| 2004 | ポーラー・エクスプレス                              | ロバート・ゼメキス                               | [ 6 ]       |
| 2005 | キング・コング                                      | ピーター・ジャクソン                             | [ 7 ] [ 8 ] |
| 2005 | バットマン ビギンズ                                 | クリストファー・ノーラン                         | [ 7 ] [ 8 ] |
| 2005 | ナルニア国物語/第1章: ライオンと魔女                | アンドリュー・アダムソン                         | [ 7 ] [ 8 ] |
| 2005 | ウォレスとグルミット 野菜畑で大ピンチ!              | ニック・パーク、スティーヴ・ボックス             | [ 7 ] [ 8 ] |
| 2005 | ウェディング・クラッシャーズ                        | デヴィッド・ドブキン                             | [ 7 ] [ 8 ] |
| 2006 | 名犬ラッシー                                        | チャールズ・スターリッジ                         | [ 9 ]       |
| 2006 | シャーロットのおくりもの                            | ゲイリー・ウィニック                             | [ 9 ]       |
| 2006 | ナチョ・リブレ 覆面の神様                           | ジャレッド・ヘス                                 | [ 9 ]       |
| 2006 | ナニー・マクフィーの魔法のステッキ                  | カーク・ジョーンズ                               | [ 9 ]       |
| 2006 | ナイト ミュージアム                                 | ショーン・レヴィ                                 | [ 9 ]       |
| 2007 | 魔法にかけられて                                    | ケヴィン・リマ                                   | [ 10 ]      |
| 2007 | レミーのおいしいレストラン                          | ブラッド・バード                                 | [ 10 ]      |
| 2007 | Mr.ビーン カンヌで大迷惑?!                          | スティーヴ・ベンデラック                         | [ 10 ]      |
| 2007 | 無ケーカクの命中男/ノックトアップ                   | ジャド・アパトー                                 | [ 10 ]      |
| 2007 | ザ・シンプソンズ MOVIE                              | デヴィッド・シルヴァーマン                       | [ 10 ]      |
| 2008 | アイアンマン                                        | ジョン・ファヴロー                               | [ 11 ]      |
| 2008 | ウォーリー                                          | アンドリュー・スタントン                         | [ 11 ]      |
| 2008 | カンフー・パンダ                                    | ジョン・スティーブンソン、マーク・オズボーン     | [ 11 ]      |
| 2008 | エンバー 失われた光の物語                           | ギル・キーナン                                   | [ 11 ]      |
| 2008 | マーリー 世界一おバカな犬が教えてくれたこと         | デヴィッド・フランケル                           | [ 11 ]      |
| 2009 | スター・トレック                                    | J・J・エイブラムス                               | [ 12 ]      |
| 2009 | コララインとボタンの魔女 3D                         | ヘンリー・セリック                               | [ 12 ]      |
| 2009 | プリンセスと魔法のキス                              | ジョン・マスカー、ロン・クレメンツ               | [ 12 ]      |
| 2009 | ファンタスティック Mr.FOX                           | ウェス・アンダーソン                             | [ 12 ]      |
| 2009 | カールじいさんの空飛ぶ家                            | ピート・ドクター                                 | [ 12 ]      |

### 2010年代
| 年   | 作品                                               | 監督                                       | 出典          |
| ---- | -------------------------------------------------- | ------------------------------------------ | ------------- |
| 2010 | ベスト・キッド                                     | ハラルド・ズワルト                         | [ 13 ] [ 14 ] |
| 2010 | アリス・イン・ワンダーランド                       | ティム・バートン                           | [ 13 ] [ 14 ] |
| 2010 | グレッグのダメ日記                                 | トール・フロイデンタール                   | [ 13 ] [ 14 ] |
| 2010 | ヒックとドラゴン                                   | ディーン・デュボア、クリス・サンダース     | [ 13 ] [ 14 ] |
| 2010 | トイ・ストーリー3                                  | リー・アンクリッチ                         | [ 13 ] [ 14 ] |
| 2011 | ザ・マペッツ                                       | ジェームズ・ボビン                         | [ 15 ]        |
| 2011 | イルカと少年                                       | チャールズ・マーティン・スミス             | [ 15 ]        |
| 2011 | ハリー・ポッターと死の秘宝 PART2                   | デヴィッド・イェーツ                       | [ 15 ]        |
| 2011 | ヒューゴの不思議な発明                             | マーティン・スコセッシ                     | [ 15 ]        |
| 2012 | ムーンライズ・キングダム                           | ウェス・アンダーソン                       | [ 16 ]        |
| 2012 | ホビット 思いがけない冒険                          | ピーター・ジャクソン                       | [ 16 ]        |
| 2012 | 白雪姫と鏡の女王                                   | ターセム・シン                             | [ 16 ]        |
| 2012 | 新・三バカ大将 ザ・ムービー                        | ピーター・ファレリー、ボビー・ファレリー   | [ 16 ]        |
| 2012 | シュガー・ラッシュ                                 | リッチ・ムーア                             | [ 16 ]        |
| 2013 | ウォルト・ディズニーの約束                         | ジョン・リー・ハンコック                   | [ 17 ]        |
| 2013 | くもりときどきミートボール                         | フィル・ロード&クリス・ミラー              | [ 17 ]        |
| 2013 | アナと雪の女王                                     | クリス・バック、ジェニファー・リー         | [ 17 ]        |
| 2013 | ローン・レンジャー                                 | ゴア・ヴァービンスキー                     | [ 17 ]        |
| 2014 | LEGO ムービー                                      | フィル・ロード&クリス・ミラー              | [ 18 ] [ 19 ] |
| 2014 | ベイマックス                                       | ドン・ホール、クリス・ウィリアムズ         | [ 18 ] [ 19 ] |
| 2014 | マレフィセント                                     | ロバート・ストロンバーグ                   | [ 18 ] [ 19 ] |
| 2014 | ザ・マペッツ2/ワールド・ツアー                     | ジェームズ・ボビン                         | [ 18 ] [ 19 ] |
| 2014 | ナイト ミュージアム/エジプト王の秘密               | ショーン・レヴィ                           | [ 18 ] [ 19 ] |
| 2015 | インサイド・ヘッド                                 | ピート・ドクター                           | [ 20 ] [ 21 ] |
| 2015 | キングスマン                                       | マシュー・ヴォーン                         | [ 20 ] [ 21 ] |
| 2015 | パディントン                                       | ポール・キング                             | [ 20 ] [ 21 ] |
| 2015 | I LOVE スヌーピー THE PEANUTS MOVIE                | スティーヴ・マルティノ                     | [ 20 ] [ 21 ] |
| 2015 | 映画 ひつじのショーン 〜バック・トゥ・ザ・ホーム〜 | マーク・バートン、リチャード・スターザック | [ 20 ] [ 21 ] |
| 2016 | KUBO/クボ 二本の弦の秘密                           | トラヴィス・ナイト                         | [ 22 ]        |
| 2016 | モアナと伝説の海                                   | ロン・クレメンツ、ジョン・マスカー         | [ 22 ]        |
| 2016 | SING/シング                                        | ガース・ジェニングス                       | [ 22 ]        |
| 2016 | ジャングル・ブック                                 | ジョン・ファヴロー                         | [ 22 ]        |
| 2016 | ズートピア                                         | バイロン・ハワード、リッチ・ムーア         | [ 22 ]        |